# Sistema Brasileiro de Televisão
Sistema Brasileiro de Televisão (SBT) (pol. System Brazylijskiej Telewizji) – brazylijska firma telewizyjna. Powstała w 1981 roku i jej główna siedziba znajduje się w Osasco. Telewizja produkuje telenowele, seriale, programy.
Telewizja posiada 114 stacji telewizyjnych.

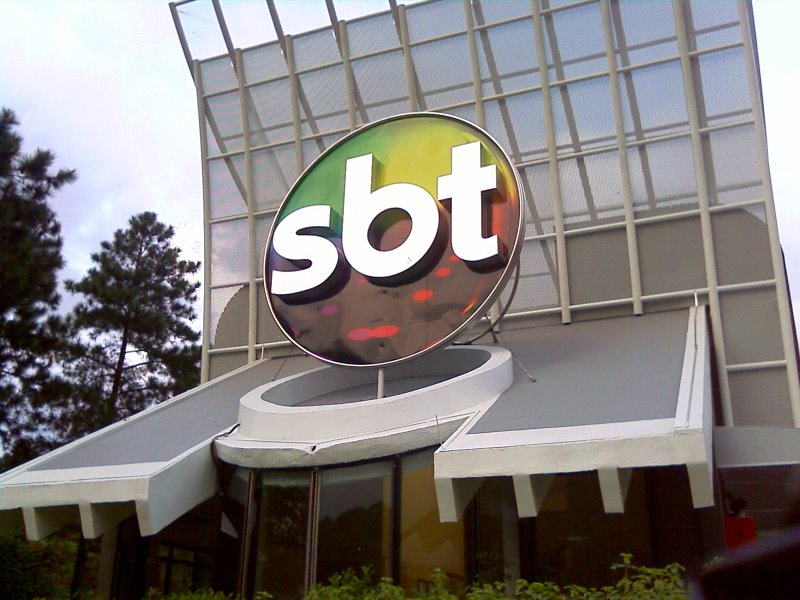